# Harald Dobernig
Harald Dobernig (slovensko Harald Dobernik), avstrijski politik, * 3. september 1980, Celovec, Avstrija
Je koroški politik in član svobodnjaške stranke. Od oktobra 2008 je poslanec v Deželnem zboru avstrijske zvezne dežele Koroške.
Dobernig je po maturi študiral ekonomijo na Univerzi v Celovcu in zaključil s študijem leta 2003. Po opravljenem pripravništu na banki Hypo-Alpe-Adria v Celovcu je leta 2004 vstopil v urad takratnega koroškega deželnega glavarja Jörga Haiderja in v pičlem letu dni napredoval do položaja vodje urada. V tem času je prevzel številne pomembne funkcije v podjetjih v deželni lasti. Dobernik je bil tudi izvajalec vseh Haiderjevih finančnih poslov z banko Hypo-Alpe-Adria , poleg tega pa je bil in je še vedno tudi kontaktna oseba trenutne koroške vladajoče koalicije za stike z velikim nemškim finančnim investitorjem Tilo Berlin.
Poleg vseh ostalih funkcij se je Dobernig v okraju Celovec-okolica zvesto angažiral tudi za Haiderjevo takratno politično stranko BZÖ. Oktobra 2008, pri komaj 28 letih,  je postal deželni svetovalec za finance v 1. vladi novega deželnega glavarja Dörflerja. Njegov resor je pokrival finance, gospodarstvo, upravljanje z deželnimi podjetji, kulturo in ostala pomembna področja. Novembra 2008 je postal namestnik deželnega vodje takratne Haiderjeve BZÖ, po ločitvi koroških svobodnjakov (FPK) od BZÖ 16. decembra 2009, pa sedaj enako funkcijo opravlja še pri njih.
Na koroških deželnih volitvah leta 2009 je bil Harald Dobernig - takrat še kot kandidat BZÖ - ponovno izvoljen v koroški deželni zbor, nato pa poklican tudi v novi kabinet deželne vlade. V 2. Dörflerjevi vladi Dobernigov resor ponovno pokriva finance, kulturo, ljudsko kulturo in mnoga druga pomembna področja.
Od aprila 2010 do avgusta 2012 je bil Harald Dobernik tudi namestnik območnega vodje koroških svobodnjakov (FPK) za okraj Celovec-okolica pod območnim vodjem županom Adolfom Starkom. 20. avgusta 2012 je območni vodja Adolf Stark Doberniga nastavil za vršilca dolžnosti območnega vodje.
Med kriminalističnimi preiskavami v zvezi z afero Hypo-Alpe-Adria so bili proti Dobernigu sproženi postopki zaradi »sodelovanja pri zavajanju«.
7. oktobra 2012, tri dni pred proslavljanjem 92. obletnice koroškega plebiscita, je Harald Dobernik sporočil koroški in mednarodni javnosti, da »koroški Slovenci niso pravi Korošci« in da razume »postavljanje dvojezičnih tabel na Južnem Koroškem kot vstopno drogo«, kar je izzvalo začudene odzive številnih avstrijskih politikov.
Dobernig je samski.

## Politična pot
Politična pot
- 07/2005 – 07/2008 Namestnik območnega vodje BZÖ v okraju Celovec-okolica
- od 04/2008 Namestnik območnega strankarskega vodje BZÖ, od 16. decembra 2009 "Koroških svobodnjakov" (FPK)
- od 07/2008 Območni finančni referent BZÖ, sedaj FPK,  v okraju Celovec-okolica
- od 11/2008 Namestnik deželnega strankarskega vodje BZÖ, sedaj FPK, na Koroškem
- od 10/2008 Svetovalec v koroški deželni vladi
- 04/2010 - 12/2012 Namestnik območnega strankarskega vodje FPK za okraj Celovec-okolica
- od 12/2012 Vršilec dolžnosti območnega strankarskega vodje FPK za okraj Celovec-okolica[4]